# Монумент тулякам — Героям Советского Союза
Монумент тулякам — Героям Советского Союза — мемориальный комплекс в сквере на проспекте Ленина в Туле, посвящённый советским воинам, погибшим в Великую Отечественную войну. Мемориал открыт в 1967 году.

## История
Решением исполкома Тульского городского совета депутатов трудящихся от 14.03.1967 № 3т 39-10 в сквере между домами № 61 и 63 по проспекту Ленина торжественно открыта стела «Тулякам — Героям Советского Союза», погибшим в годы Великой Отечественной войны. Скульптор: С. С. Семёнов, архитекторы: Н. И. Громов и П. М. Зайцев. Сразу за мемориалом располагаются Всехсвятское кладбище и Всехсвятский собор.
В соответствии с решением исполкома Тульского областного Совета депутатов трудящихся от 09.04.1969 № 6-294 и постановления главы администрации Тульской области от 11.12.1991 № 71, монумент признан охраняемым объектом культурного наследия регионального значения.
В 2008 году был произведён капитальный ремонт мемориала и реконструкция территории прилегающего сквера. Поскольку рядом находится ЗАГС, то в сквере были установлены качели для молодожёнов. Мемориал является традиционным местом возложения цветов. Мэр Тулы Владимир Могильников объяснил концепцию нового сквера: «Когда мы с архитекторами, конструкторами думали как нам благоустроить это место, когда мы опрашивали горожан различного возраста, то пришли к единому мнению, что это сквер, а не кладбище. Мы разделили его на две зоны. Сделали скорбную зону, где отдаем честь и дань защитникам нашей Родины, а в другой части сквера — наше будущее: дети и молодожёны». Украшением сквера стал отделанный мрамором фонтан в форме пятиконечной звезды.
В 2019 году проведена очередная реконструкция. Все увеселительные элементы был удалены — скамья для молодожёнов, детская площадка, а также витиеватые светильники и лавки. Композиция всего сквера вновь приобрела первоначальный посыл - скорбь по погибшим героям.

## Состав мемориала
В ансамбль памятника входят:
- слегка изогнутая прямоугольная стела из бетона размером 4 × 15 м, на которой закреплены мраморные таблички с фамилиями 84 воинов — генералов, офицеров, солдат, погибших в боях в Великую Отечественную войну; в нижней части стелы с двух сторон в технике врезки выполнена надпись: «Тулякам-Героям Советского Союза — вечная слава».
- асимметрично по отношению к стеле установлена женская фигура Матери-Родины высотой 3,8 м, выполненная из металла в технике выколотки со сваркой листов.

В 2004 году с двух сторон от центральной стелы были установлены дополнительные гранитные стелы с именами туляков — Героев Советского Союза, умерших после Великой Отечественной войны, и полных кавалеров ордена Славы.